# Squalius carolitertii
Squalius carolitertii är en fiskart som först beskrevs av Doadrio, 1988.  Squalius carolitertii ingår i släktet Squalius och familjen karpfiskar. IUCN kategoriserar arten globalt som livskraftig. Inga underarter finns listade i Catalogue of Life.